# Marieke van Soest

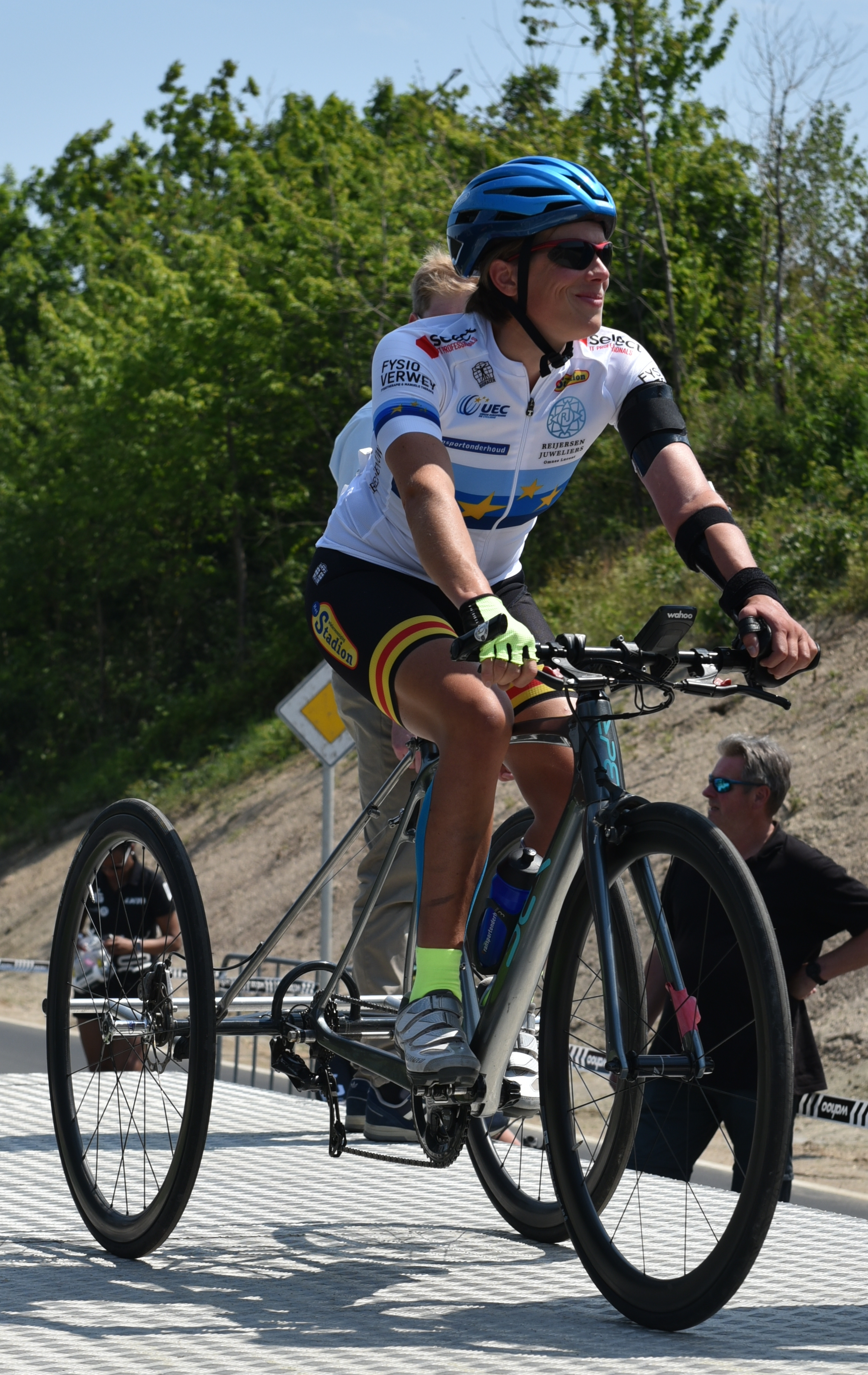
Marieke van Soest bei den Cologne Classics im Mai 2022

Marieke van Soest (* 1987 in Nijkerk) ist eine niederländische Paraschwimmerin und -cyclerin. Im Radsport bestreitet sie ihre Rennen auf einem Dreirad.

## Sportlicher Werdegang
Marieke van Soest ist in Nijkerk geboren und aufgewachsen, als drittes Kind einer Familie mit vier Kindern. Sie ist Mitglied einer reformierten Gebietskirche, die zur Evangelischen Kirche in den Niederlanden gehört. 2014 fiel sie im Universitätsklinikum in Utrecht wegen eines Aneurysma ins Koma, als sie sich dort eigentlich wegen einer Infektion an einem Knöchel aufhielt. Da sie sich schon in einem Krankenhaus befand, konnte ihr mit einer Operation das Leben gerettet werden. Die Rehabilitation dauerte zwei Jahre, und ihr musste ein künstlicher Schädel eingesetzt werden. Sie ist auf einen elektrischen Rollstuhl angewiesen, da sie halbseitig gelähmt ist.
Nach ihrer Rehabilitation widmete van Soest sich dem Schwimmen, das sie schon vor ihrer Erkrankung betrieben hatte. Sie brachte sich selbst bei, sich mit einem Arm und einem Bein im Wasser fortzubewegen, und sie wurde 2017 und 2018 niederländische Meisterin im Lagenschwimmen. Trotz dieser Leistungen wurde sie vom niederländischen Schwimmverband (KNZB) nicht für die Sommer-Paralympics 2020 nominiert; sie selbst glaubt, man habe ihr Sportler vorgezogen, die weniger eingeschränkt sind: „Man hätte den Rollstuhl mitnehmen müssen, und eine Person hätte mir beim Umziehen für das Schwimmen helfen müssen.“
Im Frühjahr 2019 beschloss Marieke van Soest daher, mit dem Radsport zu beginnen. Dafür wurde ihr zunächst vom niederländischen Radsportverband ein Dreirad leihweise zur Verfügung gestellt, das allerdings für internationale Wettbewerbe nicht geeignet war. Im März 2020 erhielt sie ein von Rahmenbauer Ben de Ruiter speziell für sie gebautes Rad.
2020 und 2021 wurde van Soest niederländische Meisterin, 2021 wurde sie Europameisterin. Im Mai 2022 gewann sie drei Welt- und zwei Europacups. Im August 2022 wurde sie (als erste Niederländerin) Dreirad-Weltmeisterin im Straßenrennen und im Zeitfahren, im September 2022 niederländische Meisterin in beiden Disziplinen.

## Diverses
Marieke van Soest absolvierte erfolgreich eine Ausbildung zur Schwimmlehrerin.
Im Dezember 2022 wurde Marieke van Soest mit dem Erepenning ihrer Heimatstadt Nijkerk ausgezeichnet.

## Erfolge

### Radsport (T1)
2020
- Niederländische Meisterin – Straßenrennen, Zeitfahren

2021
- Niederländische Meisterin
- Europameisterin – Straßenrennen
- Europameisterschaft – Zeitfahren

2022
- Niederländische Meisterin
- Europameisterin – Straßenrennen, Zeitfahren
- Weltmeisterin – Straßenrennen, Zeitfahren

2024
- Sommer-Paralympics – Einzelzeitfahren

### Schwimmsport
2017
- Niederländische Meisterin – Lagenschwimmen

2018
- Niederländische Meisterin – Lagenschwimmen